# Barbara McClintock
Barbara McClintock (Hartford, EUA, 16 de juny de 1902 - Huntington, 2 de setembre de 1992) fou una botànica, genetista especialitzada en citogenètica. Va estar guardonada amb el Premi Nobel de Medicina i Fisiologia l'any 1983.

## Biografia
McClintock va néixer el 16 de juny de 1902 a la ciutat de Hartford, població situada a l'estat nord-americà de Connecticut. Era la tercera filla de Thomas Henry McClintock, metge homeòpata, i Sara Handy. El seu pare l'educa com un nen per tal que s'alliberi de les pressions convencionals imposades a les nenes. Li agrada molt l'esport i practica atletisme, patinatge sobre gel, bicicleta i jocs de pilota. Quan té vuit anys la família es trasllada a Flatbush, un barri modest de Nova York. Tot i que el seu pare li dona suport perquè estudiï a la universitat, quan arriba el moment, a causa de la Primera Guerra Mundial, la seva mare, que s'hi oposava, li ho va prohibir. Va estudiar botànica a la Universitat Cornell, on es va llicenciar el 1923 i es doctorà el 1927 i d'on fou professora d'aquesta matèria.
Dona classes a Caltech, i és la primera dona a fer-ho, i durant la seva estada en aquesta universitat descobreix l'organització del nuclèol. L'any 1933 viatja a Alemanya amb una beca de la Fundació Guggenheim, però l'arribada del nazisme al poder fa que torni a la Universitat Cornell, on no és ben rebuda a causa de la Depressió i de la misogínia imperant a l'època. L'any 1936 aconsegueix un lloc de professora ajudant a la Universitat de Missouri, on va continuar els estudis sobre el blat de moro mitjançant l'exposició a raigs X. En aquesta universitat tampoc és ben rebuda i el 1941 decideix demanar un lloc permanent al degà de la universitat, però aquest li respon negativament de manera despreciativa, cosa que la decideix a abandonar la MU.
Quan surt de la Universitat de Missouri contacta amb el seu amic el citogenetista Marcus Morton Rhoades, que la convida a presentar-se a la Carnegie Institution de Cold Spring Harbor (Nova York), on obtingué un lloc, que originàriament havia de ser provisional, en el Departament de Genètica d'aquesta institució.
Morí el 3 de setembre de 1992 a la ciutat de Huntington, població situada a l'estat de Nova York.
1. Breu cronologia de McClintock:37
2. 1902: Neix Eleanor McClintock a Hartford, Connecticut; als quatre mesos, canvia el seu nom pel de Barbara.
3. 1908: La seva família es muda a Brooklyn, Nova York.
4. 1919: Es gradua en l'Erasmus Hall High School de Brooklyn, on va cursar l'educació secundària. Decideix estudiar en Cornell.1
5. 1919-25: Obté els títols de BSc (1923) i MSc (1925) de Botànica en la seva alma mater, la Universitat Cornell.
6. 1927: Obté el PhD (doctorat) en Botànica en la mateixa Universitat.
7. 1927-31: Càrrec d'investigador i instructor en genètica de blat de moro, Universitat Cornell.
8. 1931: Publica, amb H. Creighton com a coautor, un article sobre els entrecreuaments en blat de moro.
9. 1931: Publica els estudis de transmissió genètica.
10. 1931: Beca del National Research Council; investiga en Cornell, la Universitat de Missouri en Columbia i l'Institut de Tecnologia de Califòrnia.
11. 1933-34: Beca de la Fundació Guggenheim; investiga en l'Institut Kaiser Wilhelm de Berlín, i l'Institut de Botànica, de Freiburg, Alemanya.
12. 1934-36: Plaza d'investigadora en la Universitat Cornell.
13. 1936-40: Plaza de professor associat de Genètica, Universitat de Missouri en Columbia.
14. 1941-67: Plaza d'investigador en Genètica, Institució Carnegie del Laboratori Cold Spring Harbor de Long Island, Nova York.
15. 1944: Membre de l'Acadèmia Nacional de Ciències dels Estats Units.
16. 1945: President de la Societat de Genètica d'Amèrica.
17. 1951: Controvertida xerrada en el Simposi de Cold Spring Harbor sobre els elements reguladors en blat de moro.
18. 1957-66: Inici de l'estudi de les races de blat de moro a Sud-amèrica; viatges de mostreig.
19. 1967: Premi de la Institució Carnegie pel seu servei distingit; aquesta filiació es manté fins a l'any de la seva mort.
20. 1971: Medalla Nacional de la Ciència atorgada per Richard Nixon.
21. 1981: Beca de la Fundació MacArthur: primera becària i amb prerrogatives vitalícies.
22. 1981: Premi d'Albert i Mary Lasker.
23. 1983: Premi Nobel en Medicina o Fisiologia.
24. 1992: Mor en Huntington, Nova York.

## Recerca científica
McClintock es va doctorar en Botànica el 1927 per la Universitat Cornell, on posteriorment va liderar el grup de citogenètica del blat de moro, el seu camp de recerca al llarg de toda la seva carrera. Durant la seva estada a Cornell inicià la recerca sobre la identificació dels cromosomes del blat de moro i la descripció d'elements genètics mòbils en ells; posà de manifest mitjançat mètodes de microscopia desenvolupats en el seu laboratori processos tan fonamentals com la recombinació genètica que es produeix durant la meiosi. Iniciadora de la cartografia genètica en el blat de moro, va descriure el primer mapa de lligament d'aquest genoma i va posar en relleu el paper dels telòmers i centròmers.
A les dècades de 1940 i 1950 McClintock va descobrir el procés de transposició d'elements del genoma i el va fer servir per a explicar com els gens determinen certes característiques físiques. Va desenvolupar hipòtesis sobre la regulació de l'expressió gènica i la transmissió dels caràcters dels parents a la progènie de plantes de blat de moro. L'any 1951 va aconseguir demostrar empíricament la recombinació. Aquests descobriments van ser observats amb escepticisme per part dels seus col·legues i la comunitat científica nord-americana no la prengué seriosament, sobretot per la seva condició de dona. Els seus postulats eren innovadors en aquells moments, un moment en què es creia que els gens eren entitats fixes dins els cromosomes i, per tant, incapaços de moure's. Tot i aquesta negativitat per part de la comunitat científica McClintock continuà desenvolupant la recerca en aquest camp fins als últims anys de la seva vida. Durant la dècada del 1970 començà la revalorització de la seva recerca, sobretot gràcies als avanços tècnics de la genètica i, per tant, la utilització de la recombinació no sols en el blat de moro.
Pel gran nivell del seu treball científic, fou guardonada en diverses ocasions; entrà a formar part de l'Acadèmia Nacional de Ciències dels Estats Units el 1944.
L'any 1983 fou guardonada amb el Premi Nobel de Medicina i Fisiologia pels seus descobriments dels elements genètics mòbils.